# Angelo Grizzetti
Angelo Grizzetti (Vedano Olona, Olaszország, 1916. május 14. – Bry-sur-Marne, 1998. december 20.) francia labdarúgó-középpályás, edző.